# Arvingerne
Arvingerne (en inglés: The Legacy), es una serie de televisión danesa transmitida desde el 1 de enero del 2014 hasta ahora a través de la cadena DR.
La serie se centra en los hermanos Grønnegaard quienes luego de la muerte de la matriarca de su familia, deben de lidiar con su ausencia y las mentiras que comienzan a salir a la luz, lo que provoca una pelea por la herencia familiar.
La serie es creada por Maya Ilsøe, y ha contado con la participación invitada de actores como Martin Wallström, Rasmus Botoft, Thomas Magnussen, Maibritt Saerens, Peter Gantzler, Ole Dupont, entre otros...
Se anunció que la serie había sido renovada para una tercera y última temporada, la cual será estrenada en el 2017.

## Historia
La serie se desarrolla en la legendaria mansión de los Grønnegaard en el sur de Fionia donde la reconocida artista internacional Veronika Grønnegaard ha vivido una vida excéntrica y colorida desde los años sesenta. Veronika ahora tiene cuatro hijos: Gro (hija de Thomas, un músico "algo" excéntrico que vive en la finca) y Frederik y Emil (hijos del antiguo dueño de la casa, ya fallecido), quienes de jóvenes tuvieron una niñez libre y caótica, lo que ha dejado una marca diferente en cada uno de ellos.
Los hermanos viven en distintos lugares hasta que Veronika muerte y se reúnen para escuchar su testamento; antes de morir Veronika le deja la mansión a su cuarta hija Signe (quien no sabe que es hija de Veronika, ya que la había dado en adopción); Signe vive en una tranquila zona residencial con su pareja y su vida cambia cuando descubre la verdad.
Cada uno de los hijos vive el proceso a su manera, todos tienen planes para la casa, que chocan con los del resto de hermanos y lo que parecía división rápida e índolora de los bienes de su madre se convierte en un viaje lleno de secretos y mentiras que ponen la vida de los hermanos Grønnegaard al revés, lo que los obliga a reevaluarse a sí mismos. 
Gro quiere convertir la casa en un museo con la obra de Veronika, Frederik quiere irse a vivir allí con su familia y Emil solo quiere el dinero. Por otro lado Signe, que no ha vivido con los Gronnegaard y hasta ahora ha sido hija única, en un inicio no está interesada en la mansión, sin embargo cuando descubre que no es hija única y que puede tener una familia cambia de parecer.

## Personajes

### Personajes principales
| Actor                  | Personaje                | Ocupación              | Episodios | Duración        |
| ---------------------- | ------------------------ | ---------------------- | --------- | --------------- |
| Trine Dyrholm          | Gro Grønnegaard          | -                      | 17        | 2014 - presente |
| Carsten Bjørnlund      | Frederik Grønnegaard     | -                      | 17        | 2014 - presente |
| Mikkel Boe Følsgaard   | Emil Grønnegaard         | -                      | 17        | 2014 - presente |
| Marie Bach Hansen      | Signe Larsen             | -                      | 17        | 2014 - presente |
| Lene Maria Christensen | Solveig Riis-Grønnegaard | Esposa de Frederik     | 17        | 2014 - presente |
| Trond Espen Seim       | Robert Eliassen          | -                      | 17        | 2014 - presente |
| Jesper Christensen     | Thomas Konrad            | Artista / Padre de Gro | 17        | 2014 - presente |

### Personajes secundarios
| Actor                      | Personaje           | Ocupación | Episodios | Duración        |
| -------------------------- | ------------------- | --------- | --------- | --------------- |
| Victor Stoltenberg Nielsen | Villads Grønnegaard | -         | 15        | 2014 - presente |
| Karla Løkke                | Hannah Grønnegaard  | -         | 15        | 2014 - presente |
| Annette Katzmann           | Lise Larsen         | -         | 15        | 2014 - presente |
| Jens Jørn Spottag          | John Larsen         | -         | 15        | 2014 - presente |
| Kirsten Lehfeldt           | Lone Ramsbøll       | -         | 15        | 2014 - presente |
| Josephine Raahauge         | René                | -         | 13        | 2014 - presente |
| Peter Hesse Overgaard      | Kim Halland         | -         | 12        | 2014 - presente |
| Kenneth M. Christensen     | Andreas Baggesen    | -         | 11        | 2014 - presente |
| Mikkel Arendt              | Aksel               | -         | 6         | 2015 - presente |
| Morten Kirkskov            | Ole                 | -         | 5         | 2014 - presente |
| Josephine Park             | Isa Varlø           | -         | 5         | 2014 - presente |
| Naya Sejling Beck          | Melody              | -         | 5         | 2015 - presente |
| Bo Carlsson                | Henrik              | -         | 5         | 2015 - presente |
| Jens Andersen              | Jan                 | -         | 4         | 2014 - presente |

### Antiguos personajes principales
| Actor          | Personaje            | Ocupación | Episodios | Duración |
| -------------- | -------------------- | --------- | --------- | -------- |
| Kirsten Olesen | Veronika Grønnegaard | -         | 5         | 2014     |

### Antiguos personajes secundarios
| Actor                   | Personaje | Ocupación | Nº de episodios | Duración |
| ----------------------- | --------- | --------- | --------------- | -------- |
| Maria Carmen Lindegaard | Katja     | -         | 8               | 2014     |
| Marijana Jankovic       | Camilla   | -         | 4               | 2014     |
| Jakob Agermose Pedersen | Gerry     | -         | 4               | 2014     |

## Episodios
La primera temporada de la serie estuvo conformada por 10 episodios. La segunda temporada estuvo conformada por 7 episodios. y la tercera temporada por 9 episodios.

## Premios y nominaciones
| Año  | Categoría                           | Premio            | Nominados (as)                                              | Resultado |
| ---- | ----------------------------------- | ----------------- | ----------------------------------------------------------- | --------- |
| 2016 | Best Actor - TV Series              | Robert Award      | Carsten Bjørnlund                                           | Ganó      |
| 2016 | Best Supporting Actress - TV Series | Robert Award      | Lene Maria Christensen                                      | Ganó      |
| 2016 | Best Supporting Actor - TV Series   | Robert Award      | Jesper Christensen                                          | Ganó      |
| 2016 | Best Danish TV Series               | Robert Award      | Karoline Leth, Maya Ilsøe y Jesper Christensen              | Ganaron   |
| 2016 | Best Actress - TV Series            | Robert Award      | Trine Dyrholm                                               | Ganó      |
| 2016 | Kathrine Windfeld Memorial Grant    | Bodil Award       | Maya Ilsøe, Pernilla August y Trine Dyrholm                 | Ganaron   |
| 2015 | Best Danish TV Series               | Robert Award      | Karoline Leth, Christian Rank, Maya Ilsøe y Pernilla August | Ganaron   |
| 2015 | Best Actor - TV Series              | Robert Award      | Carsten Bjørnlund                                           | Ganó      |
| 2015 | Best Actress - TV Series            | Robert Award      | Trine Dyrholm                                               | Ganó      |
| 2015 | Best Supporting Actor - TV Series   | Robert Award      | Mikkel Boe Følsgaard                                        | Ganó      |
| 2015 | Best Supporting Actress - TV Series | Robert Award      | Lene Maria Christensen                                      | Ganó      |
| 2015 | Best Supporting Actor - TV Series   | Robert Award      | Jesper Christensen                                          | Nominado  |
| 2014 | TV Series and Serials               | Golden FIPA Award | Maya Ilsøe                                                  | Ganó      |
| 2014 | TV Series and Serials: Screenplay   | Golden FIPA Award | Maya Ilsøe                                                  | Ganó      |

## Producción
La serie es creada por Maya Ilsøe, cuenta con los directores Heidi Maria Faisst, Jesper Christensen, Pernilla August, Louise Friedberg, Mads Kamp Thulstrup y May el-Toukhy. Cuenta con los escritores Ilsøe, así como Maja Jul Larsen, Lolita Belstar, Heidi Maria Faisst, Tommy Bredsted, Anders Frithiof August, Lars Andersen, Per Daumiller, Nanna Westh, Karina Dam y Lasse Kyed Rasmussen.
Es producida por Karoline Leth y Christian Rank junto con el productor ejecutivo Piv Bernth, así como con los productores de línea Kristine Marie Jakobsen, Marie-Louise Gyldenkrone, Carina Åkerlund y Pernille Skov Sutherland. Y los productores de las segunda unidades Oliver Ackermann (productor de Tailandia) y Chris Lowenstein (productor ejecutivo de Tailandia).
La música está a cargo de Magnus Jarlbo, Sebastian Öberg y Kristian Eidnes Andersen.
Mientras que la cinematografía está en manos de Erik Molberg Hansen, Niels Thastum, Linda Wassberg, Camilla Hjelm, Jørgen Johansson, Adam Wallensten, Aske Foss y Jasper Spanning.
La serie es filmada en Langkildegaard, Svendborg, Fionia, Dinamarca.
Cuenta con las compañías de producción "Danmarks Radio (DR)" y es cofinanciada por "Norsk Rikskringkasting (NRK)", "Sveriges Television (SVT)", "Ríkisútvarpið-Sjónvarp (RÚV)" y "Svenska YLE". Otras compañías que han participado en la serie son "Nordic Effects"; "GOG Håndboldklub"; "DR Design ", "Engelbrecht Construction", "Film Fyn", "Living Films", "Nordisk Film- & TV-Fond", "Nordvisionsfonden" y "Takt & Tone Studio".
En el 2014 comenzó a ser distribuida por "Danmarks Radio (DR)" en la televisión de Dinamarca, por "Film1" en la televisión limitada de los Países Bajos, por "Filmbox HD" en la televisión de Hungría, por "Lumière Home Entertainment" en Blu-ray y DVD de los Países Bajos y por "Yleisradio (YLE)" en la televisión de Finlandia. En el 2015 por "Lumière Home Entertainment" en Blu-ray y DVD de los Países Bajos, por "Constantin Film" en DVD y por "Nadcon Film" por todos los medios en Alemania.
El 7 de octubre del 2014 la serie fue estrenada durante el Festival de Cine y Televisión Internacional Cologne Conference.
La serie de Suecia: "Thicker Than Water" es la versión sueca de la serie.

### Emisión en otros países
| País           | Título                    | Cadena | Fecha de Inicio | Fecha de Finalización |
| -------------- | ------------------------- | ------ | --- | --------------------- |
| Alemania       | Die Erbschaft             | -      | 7 de octubre de 2014 (Cologne Conference Film and TV Festival) 8 de enero de 2015 (estreno en DVD) 9 de junio de 2016 | -                     |
| Australia      | The Legacy                | -      | - | -                     |
| Dinamarca      | Arven efter Veronika      | -      | - | -                     |
| Estados Unidos | The Legacy                | -      | - | -                     |
| Estonia        | Pärandus                  | -      | - | -                     |
| Finlandia      | Perilliset                | -      | 1 de octubre de 2014                                                                                                  | -                     |
| Francia        | Les héritiers             | -      | 9 de junio de 2016 | -                     |
| Grecia         | I Klironomi Οι κληρονόμοι | -      | - | -                     |
| Hungría        | Örökösök                  | -      | 5 de noviembre de 2014                                                                                                | -                     |
| Irlanda        | -                         | -      | 26 de noviembre de 2014                                                                                               | -                     |
| Países Bajos   | -                         | -      | 27 de mayo de 2014 (Blue-ray y DVD)                                                                                   | -                     |
| Reino Unido    | The Legacy                | -      | 26 de noviembre de 2014                                                                                               | -                     |
| Rusia          | Наследие                  | -      | - | -                     |
| Suecia         | Arvingarna                | -      | 7 de abril de 2014 | -                     |